# Église Saint-Pierre-et-Saint-Paul (Toula)

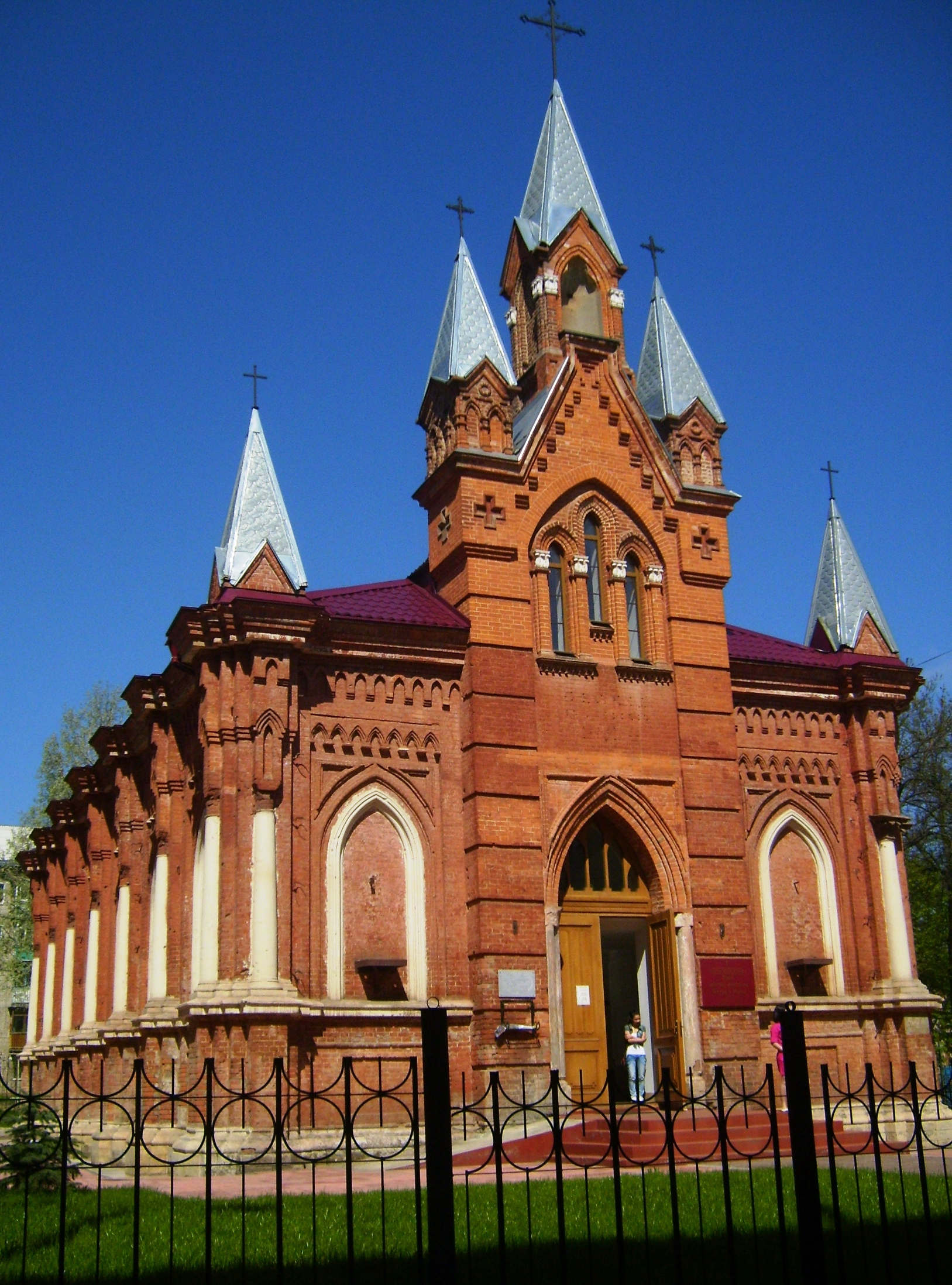
Vue de l'église en mai 2011

Pour les articles homonymes, voir Église Saint-Pierre-et-Saint-Paul.
L'église Saint-Pierre-et-Saint-Paul est une église catholique située à Toula en Russie.

## Histoire

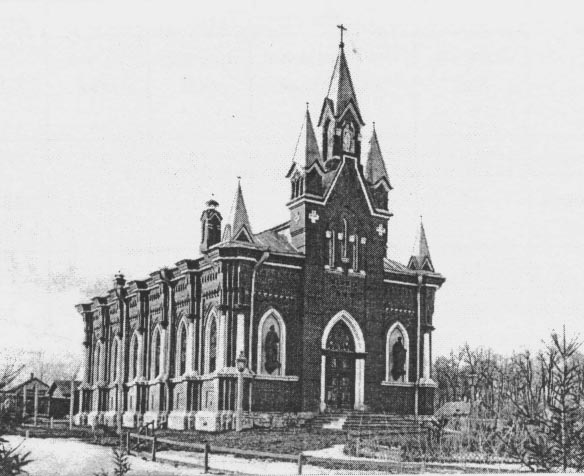
Vue de l'église au début du XXe siècle

Il y avait plus d'un millier de catholiques à Toula et ses environs à la fin du XIXe siècle, et la chapelle construite plus tôt ne suffisait pas. La communauté reçoit la permission de construire une église le 28 mai 1893. La nouvelle petite église de briques bâtie en style néogothique par l'architecte Skawronski est consacrée en 1896. Après la révolution de 1917 et la fin de la guerre à l'Ouest, beaucoup de Polonais émigrent dans la nouvelle Pologne et la paroisse s'amenuise. Les biens de l'église sont nationalisés en 1918 et elle est fermée en 1932. La rédaction du journal La Jeunesse communarde s'y installe.
La paroisse catholique est reconstituée en 1993 et s'installe en 1995 dans un ancien garage. Elle reçoit la permission en 2004 de récupérer l'église qui nécessite des restaurations. Elle est ouverte le 23 décembre 2007 et Mgr Paolo Pezzi vient la bénir le 6 juillet 2008.